# برشاوشان باريشي
برشاوشان باريشي (الاسم العلمي:Adiantum parishii) هو نوع غير مؤكد من النباتات يتبع جنس البرشاوشان من الفصيلة الديشارية.